# Brug 328
Brug 328 is een vaste brug in Amsterdam-Oost.

## Brug
Ze vormt voor voetgangers de verbinding tussen het Zeeburgerpad en de Zeeburgerdijk. In beide landhoofden zijn trappen verwerkt, waar bij voor de “fiets aan de hand” rijwielgleuven werden geplaatst. Ze overspant daarbij het Lozingskanaal. De brug bevindt zich op loopafstand van de oostelijker gelegen Panamabrug (brug 1965), die dezelfde verbinding maakt, maar dan voor alle verkeer. Westelijk van de voetbrug ligt de Zeeburgerpad-spoorbrug.
De oorspronkelijke brug dateert van 1912 en was bedoeld om een betere verbinding te krijgen tussen de Indische Buurt en de Entrepotbuurt. De geschatte kosten bedroegen 10.000 gulden. De brug werd geprojecteerd ten oosten van de toenmalige spoorbrug, die toen vlak boven het water van het Lozingskanaal lag. Die brug werd in de jaren dertig verhoogd uitgevoerd in het kader van de Spoorwegwerken Oost toen de spoorweg op een verhoogd dijklichaam werd gelegd. Op een luchtfoto uit de periode 1920-1940 is een brug te zien met diverse doorvaarten. Deze brug is rond 1975 vervangen door een betonnen brug, die het gehele Lozingskanaal in een keer overspant. Het ontwerp voor deze brug die pal ten oosten van de oude werd gebouwd, was afkomstig van Dirk Sterenberg, werkend voor de Dienst der Publieke Werken. Hij kwam met twee betonnen liggers van krap 31 meter, die tussen de landhoofden naast elkaar de overspanning moesten verzorgen. De brug maakt een rechte hoek met het kanaal, waarbij de spoorbrug juist scheef over het kanaal ligt. Sterenberg projecteerde ook twee lantaarns, die op sokkels buiten aan de landhoofden zijn bevestigd. Die lantaarns werden ontworpen door Friso Kramer, zoon van Piet Kramer, Sterenbergs voorganger bij de Publieke Werken.  
In het noordelijke verlengde ligt Brug 332, eveneens een voetbrug, maar dan over de Nieuwevaart, die gecombineerd is uitgevoerd met de Cruquius-spoorbrug.
In 2016 werd voorgesteld de brug een naam te geven: Jeanne Weeninkbrug; die vernoeming werd niet doorgezet. 

## Kunst
De brug is volgespoten met graffiti in allerlei soorten. Op het zuidelijk landhoofd zijn twee meer kunstzinnige versieringen te zien. Beide zijn van maatschappelijk straatkunstenaar (aldus hijzelf) Tycho te zien in de vorm van een stadswapen en wat lijkt op druipende verf. Het stadswapen maakte hij tijdens werkzaamheden in het atelier van zijn vader (eveneens kunstenaar). De schilderkunst is een weergave van de in Tycho’s ogen steeds kleurlozer wordende stad; hij omschreef het zelf als kleurinjectie.

Brug 328 in het midden van de foto (1920-1940)

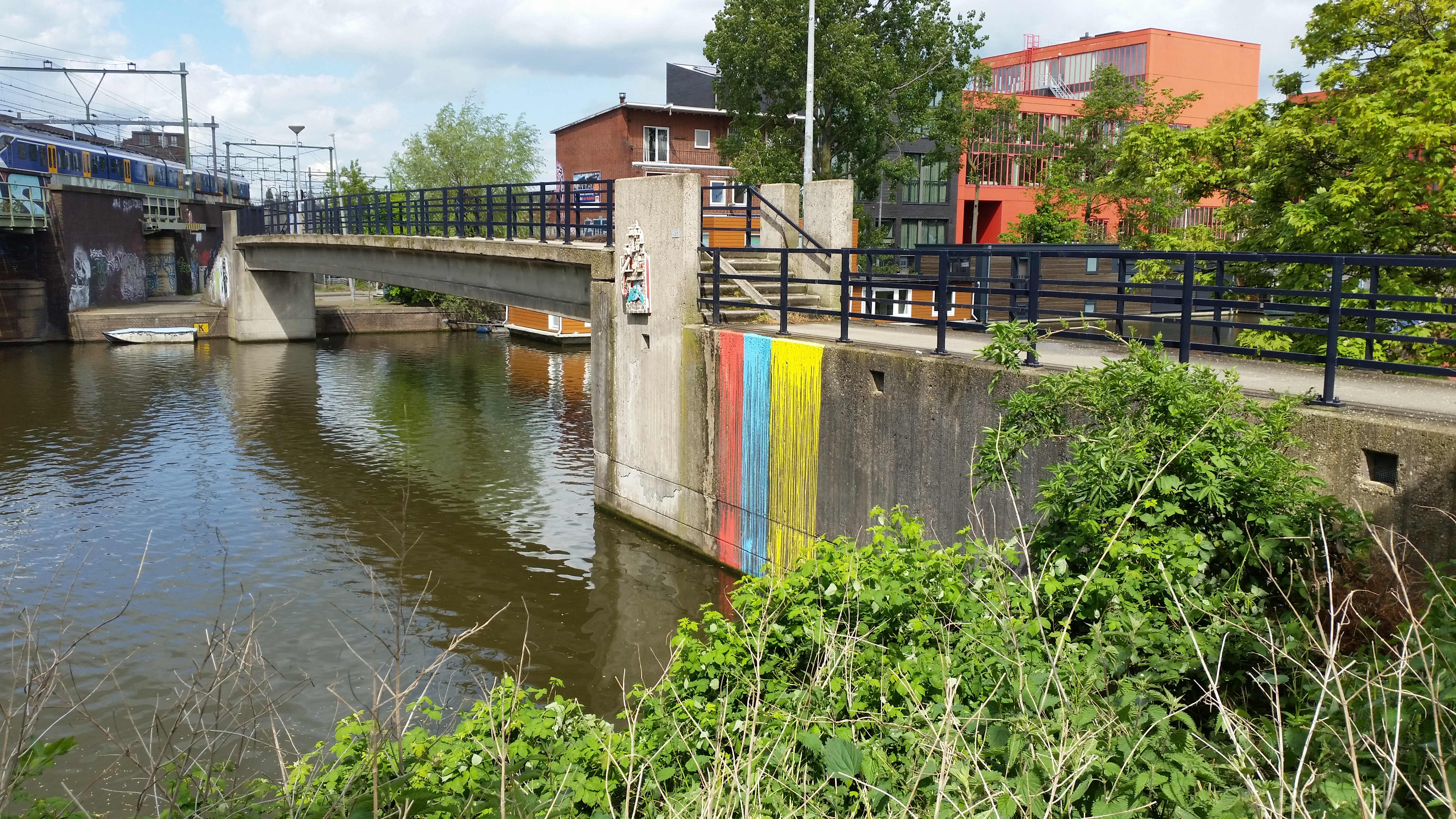
In 2020 hangt er een kunstwerk aan de brug (april 2020)

<<< · 300 · 301 · 302 · 303 · 304 · 305 · 306 · 307 · 308 · 309 · 310 · 311 · 312 · 313 · 314 · 315 · 316 · 317 · 318 · 320 · 321 · 322 · 323 · 324 · 325 · 327 · 328 · 330 · 331 · 332 · 333 · 334 · 335 · 336 · 337 · 338 · 339 · 340 · 341 · 342 · 343 · 344 · 345 · 346 · 347 · 348 · 349 · 350 · 351 · 352 · 353 · 354 · 355 · 356 · 357 · 358 · 359 · 360 · 361 · 362 · 363 · 364 · 365 · 366 · 367 · 368 · 371 · 372 · 373 · 374 · 375 · 376 · 377 · 378 · 379 · 380 · 381 · 382 · 383 · 385 · 386 · 387 · 388 · 389 · 390 · 391 · 392 · 393 · 394 · 395 · 396 · 397 · 398 · 399 · >>>
Brugnummers 319, 326, 329 (tijdelijke duiker in de Ringspoordijk), 369, 370, 384 zijn niet (meer) vergeven.